# Za kilka dolarów więcej
Za kilka dolarów więcej (wł. Per Qualche Dollaro in Più, ang. For a Few Dollars More) – spaghetti western z 1965 w reżyserii Sergia Leone i z muzyką Ennio Morricone. Jest drugą częścią tzw. Dolarowej trylogii.

## Fabuła
Dwóch łowców nagród – „Człowiek bez imienia”, zwany czasami Monco (Clint Eastwood), i pułkownik Douglas Mortimer (Lee Van Cleef) – łączą siły, by schwytać bandytę Indio (Gian Maria Volonté) i jego gang.

## Główne role
- Clint Eastwood: Monco[3][1]
- Lee Van Cleef: pułkownik Mortimer[3][1]
- Gian Maria Volonté: Indio[3][1]
- Klaus Kinski: Juan Wild[3] (członek gangu)
- Josef Egger: Stary Prorok[3]
- Mara Krupp: Mary[3][1] (żona właściciela hotelu)
- Luigi Pistilli: Groggy[3] (członek gangu)
- Panos Papadopulos: Sancho Perez[3] (członek gangu)
- Dante Maggio: stolarz w celi[3]
- Benito Stefanelli: Luke[3]

## Produkcja
Po sukcesie Za garść dolarów Sergio Leone pragnął natychmiast nakręcić jego kontynuację. W pośpiechu wysłano oryginalną, włoską wersję filmu do Clinta Eastwooda, który jeszcze nie widział dzieła, w którym sam wystąpił. Mimo bariery językowej film wzbudził uznanie aktora, który zgodził się przyjąć następną rolę.
Film był kręcony w Hiszpanii, natomiast sceny wewnątrz budynków – w studiu Cinecittà w Rzymie. Miasteczko „El Paso”, zbudowane specjalnie na potrzeby filmu na pustyni w prowincji Almería, wciąż istnieje i jest udostępnione do zwiedzania dla turystów.
Filmowa miejscowość Agua Caliente w rzeczywistości nazywa się Albaricoques i jest małym miasteczkiem w pobliżu parku Cabo de Gata-Níjar w Hiszpanii, zaliczanym do tzw. białych miast Andaluzji.

## Recenzje
Początkowo krytycy odnosili się do filmu z rezerwą. „New York Times” w 1967 r. dostrzegał w nim przede wszystkim to, że „mordercy przedstawieni są jako bohaterowie”. Recenzent z „Chicago Sun-Times” w tym samym roku narzekał na „ciągnące się przez całą wieczność” sceny pojedynków, a resztę filmu określił jako „jeden wielki zbiór frazesów ze starych westernów”.
Z czasem krytycy docenili dzieło Sergio Leone. W agregatorze Rotten Tomatoes 92% z 38 recenzji uznano za pozytywne, a średnia ocen wystawionych na ich podstawie wyniosła 8 na 10.
Przy okazji premiery Django Paul Martinovic z serwisu Den of Geek przypomniał również „Dolarową trylogię”, stwierdzając, że chociaż Za kilka dolarów więcej jest jej najbardziej niedocenianym elementem, to stanowi „zachwycający film sam w sobie”. Przytoczył również opinię reżysera Alexa Coxa, dla którego jest to ulubiony spaghetti western.